# Liste de sujets nommés d'après Carl Friedrich Gauss
Les sujets des listes suivantes ont tous été nommés d'après Carl Friedrich Gauss (1777–1855), mathématicien, physicien et astronome. 

## Mathématiques

Différentes courbures de Gauss

Voir aussi la liste de lemmes ou théorèmes portant le nom de Gauss

### Algèbreetalgèbre linéaire
- Élimination de Gauss-Jordan ;
- Lemme de Gauss en relation avec les polynômes ;
- Méthode de Gauss-Seidel ;
- Théorème de d'Alembert-Gauss.

### Géométrieetgéométrie différentielle

Application de Gauss

- Application de Gauss en géométrie différentielle ;
- Courbure de Gauss, définie par son theorema egregium ;
- Équations de Gauss-Codazzi ;
- Formule de Gauss-Bonnet, concernant la courbure en géométrie différentielle ;
- Lemme de Gauss en géométrie riemannienne ;
- Problème du cercle de Gauss ;
- Théorème de Gauss-Wantzel sur la construction des polygones réguliers.

### Théorie des nombres
- Constante de Gauss, l'inverse de la moyenne arithmético-géométrique de 1 et de  {\displaystyle {\sqrt {2}}} ;
- Lemme de Gauss en théorie des nombres ;
- Opérateur de Gauss-Kuzmin-Wirsing, un opérateur en théorie des fractions continues ;
- Problème du nombre de classes de Gauss.
- Loi de composition de Gauss

#### Corps cyclotomiques
- Entier de Gauss ;
- Période de Gauss ;
- Rationnel de Gauss ;
- Somme de Gauss, une somme exponentielle sur les caractères de Dirichlet, en particulier
  - Somme quadratique de Gauss.

### Analyse,analyse numérique,analyse vectorielleetcalcul des variations

Comparaison entre la méthode des trapèzes et la méthode de Gauss (sur 2 points).

- Algorithme de Gauss-Newton ;
- Méthode de Gauss–Legendre ;
- Méthodes de quadrature de Gauss.

#### Analyse complexeetanalyse convexe
- Fraction continue de Gauss ;
- Théorème de Gauss-Lucas.

### Probabilitésetstatistiques
- Copule gaussienne ;

Copule gaussienne

- Loi de Gauss-Kuzmin, une loi de probabilité discrète ;
- Inégalité de Gauss.
- Théorème de Gauss-Markov.

#### Fonction d'erreur(de Gauss) et terminologie dérivée
- Bruit additif blanc gaussien ;
- Faisceau gaussien ;
- Filtre de Gauss ;
- Fonction gaussienne ;
- Fonction d'erreur de Gauss ;
- Intégrale de Gauss ;
- Loi inverse-gaussienne ;

La fonction de Gauss en dimension 2

- Loi de Gauss (ou variable de Gauss) ;
- Modèle de mélange gaussien ;
- Processus de Gauss ;
- Processus gaussien.

### Autres sujets mathématiques
- Algorithme de Gauss pour le calcul de la date de Pâques ;
- Journal mathématique de Gauss.

## Physique

### Mécanique newtonienne
- Constante gravitationnelle de Gauss ;
- Orbitale de type gaussien ;
- Théorème de Gauss appliqué à la gravitation.

### Électromagnétisme
- Système d'unités Gaussiennes

Canon de Gauss

- Canon de Gauss, aussi appelé « canon magnétique » ;
- gauss, l'unité de  CGS de champ magnétique ;
- Surface de Gauss ;
- Théorème de Gauss appliqué à l'électromagnétisme.

### Optique géométrique
- Approximation de Gauss.

## Astronomie

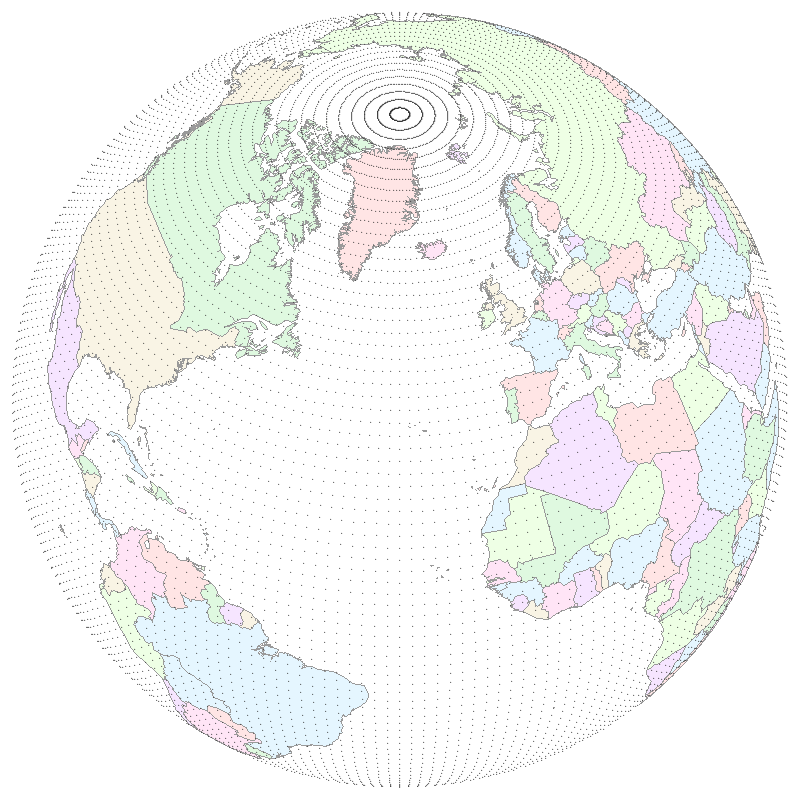
Grille gaussienne type NCEP T62

- Année gaussienne.

## Cartographie
- Grille gaussienne.

## Lieux et expéditions
- Expédition Gauss ;

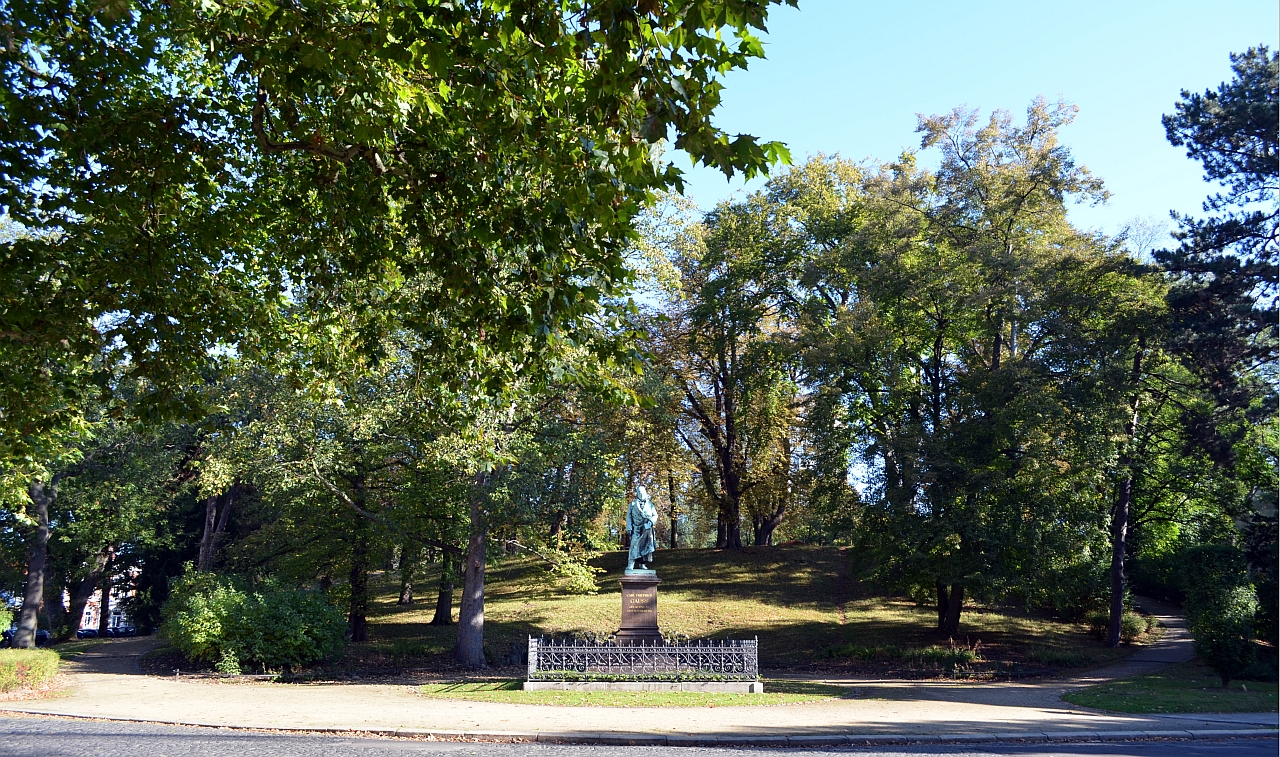
Le Gaußberg (Brunswick, Allemagne), avec le mémorial Gauss au premier plan.

- Gaußturm, une tour d'observation à Dransfeld ;
- Mont Gauss, un volcan éteint découvert par l'expédition Gauss ;
- Cratère de Gauss (en), un cratère d'impact sur la lune.

## Récompenses
- Prix Carl-Friedrich-Gauss pour les applications des mathématiques.

## Divers
- Gaussia, un genre de palmiers ;

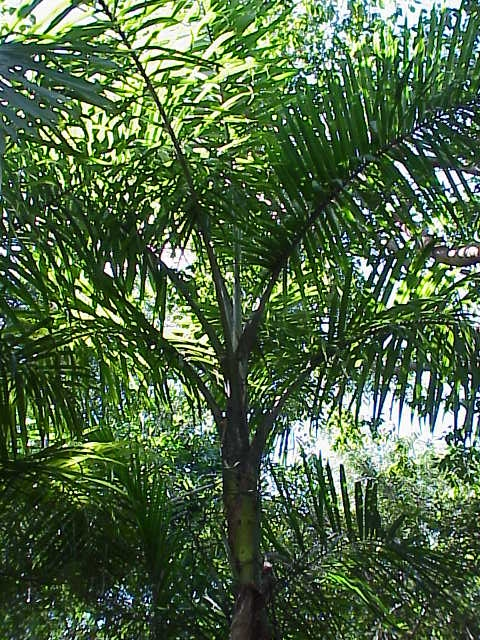
Gaussia maya

- GAUSSIAN, un programme de calculs chimiques.